# کربن دواتمی
کربن دواتمی (به انگلیسی: Diatomic carbon) یک ترکیب شیمیایی با شناسه پاب‌کم ۱۳۹۲۴۷ است. 